# Бринковень (комуна)
Бринковень, Бринковені (рум. Brâncoveni) — комуна у повіті Олт в Румунії. До складу комуни входять такі села (дані про населення за 2002 рік):
- Бринковень (1265 осіб)
- Велень (610 осіб)
- Мергень (766 осіб)
- Очоджі (716 осіб)

Комуна розташована на відстані 142 км на захід від Бухареста, 13 км на південь від Слатіни, 39 км на схід від Крайови.

## Населення
За даними перепису населення 2002 року у комуні проживали 3357 осіб, усі — румуни. Усі жителі комуни рідною мовою назвали румунську.
Склад населення комуни за віросповіданням:
| Релігія       | Кількість осіб | Відсоток |
| ------------- | -------------- | -------- |
| православні   | 3352           | 99,9%    |
| реформати     | 4              | 0,1%     |
| п'ятдесятники | 1              | < 0,1%   |